# Triyuga
Triyuga (Nepali त्रियुगा) ist eine Stadt (Munizipalität) im Distrikt Udayapur im südöstlichen Nepal.
Triyuga liegt im östlichen Terai Nepals am Fuße der Siwaliks. Die Stadt ist Sitz der Distriktverwaltung von Udayapur. Das Stadtgebiet umfasst 319,88 km².
In Triyuga befindet sich eine Zementfabrik. Die Überlandstraße Sagarmatha Rajmarg verläuft durch Triyuga.

## Einwohner
Bei der Volkszählung 2011 hatte die Stadt Triyuga 70.000 Einwohner (davon 32.910 männlich) in 15.926 Haushalten.